# GABRR3
La subunidad rho-3 del receptor de ácido gamma-aminobutírico es una proteína codificada por el gen GABRR3 en humanos. La proteína codificada por este gen es una subunidad del receptor GABA a-ρ.